# 中皮腫・アスベスト疾患・患者と家族の会
中皮腫・アスベスト疾患・患者と家族の会は、2004年にアスベスト患者への支援を目的として発足した、日本で初めてのアスベストの患者団体である。会員数は約600人（2014年7月時点）。各支部ごとに定期的に定例の会議や相談活動を実施している。全国的なネットワークを持つ患者団体としては唯一の組織であり、環境省の石綿健康被害救済小委員会などでは患者組織を代表する形でヒアリングなどに招致されている。2014年4月には北陸支部が結成され、2014年秋には14番目の支部となる東北支部が設立する。孤独になりがちな被害者やその家族らが支え合う交流の場を提供し、健康被害の相談活動や労災申請支援にあたっている。

## 支部
2022年6月現在で以下、21の支部がある。神奈川支部、横須賀支部、関東支部、関西支部、ひょうご支部、広島支部、山口支部、北海道支部、奈良支部、四国支部、東海支部、岡山支部、新潟支部、南九州支部、北陸支部、福岡支部、東北支部、山梨支部、長野支部、山陰支部、北関東支部

## 相談役
会として会長や事務局等の役員体制を敷いているが、とりわけ相談役には医療や法律の専門家を配置して相談者の幅広いニーズに合わせた対応に応じている。とりわけ、ベルランド総合病院の岡部和倫はアメリカのハーバード大学への留学経験を持ち、中皮腫治療・手術の第一人者である。「自身や家族の治療を誰に委ねたいか」の観点から評価がなされる「ベストドクターズ」に選出されている。また、弁護士の位田浩はアスベスト訴訟弁護団の一員としてアスベスト健康被害の裁判を被災者の立場から数多く手がけている。
２０２２年現在、石綿健康被害救済法の改正に向けた取り組みを精力的に行なっている。
国会議員への陳情を始め、がん拠点病院へのリーフレットの配布など、多方面への協力を呼びかけ、６月には時効救済の１０年延長を実現した。

## 寄せられる相談事例
会には以下のような相談事例が多く寄せられるとしている。
「中皮腫は治らないといわれたが、治療法についてどう考えたらいいのだろうか」 
「抗がん剤治療を進められているが、手術はできないか、ほかの医師の意見も聞いてみたい」 
「同じ病気で治療している人の話をきいてみたい」  
「夫が中皮腫の苦しさから自殺を図ってしまった。どうしたらいいかわからない。」 
「労災認定を受けたいのだが、石綿を扱ったのがあまりに昔のことなので、なにをどう調べていいのか途方にくれている」 
「労災申請したけれども、原因がよくわからないため、労災補償が受けられない」 
「建設業で働いていて肺がんになったため申請をしようとしたが、医師に『タバコのせいで、石綿とは関係ない』と言われた」 
「仕事でなったのに、労災が適用できないと言われている」 
「環境再生保全機構によって、石綿健康被害救済法でとりあえず認定されたが、原因をもっと明確にしたいし、できるなら労災補償を受けたい」